# Kamieniołom w Piekarach
Kamieniołom w Piekarach – nieczynny kamieniołom na lewym brzegu Wisły w miejscowości Piekary pod Krakowem. Znajduje się w mezoregionie geograficznym zwanym Obniżeniem Cholerzyńskim i jest jedną z trzech Skałek Piekarskich (pozostałe to Okrążek i Kozierówka). Skałki te znajdują się na wzgórzu Stróżnica (247 m) i od strony Wisły podcięte są stromymi zboczami i pionowymi ścianami. Wraz ze znajdującym się na prawym brzegu Wzgórzem Klasztornym tworzą przełom Wisły zwany Bramą Tyniecką. Kamieniołom leży w granicach Bielańsko-Tynieckiego Parku Krajobrazowego.
Od strony Wisły kamieniołom posiada ścianę o wysokości 15 m i długości około 200 m. Znajduje się w niej pochodząca z końca XIX w sztolnia o długości około 50 m. Jest ona łatwo dostępna do zwiedzania. Wykonana została na zlecenie właścicieli Pałacu w Piekarach, którzy używali jej do przechowywania żywności. W wykazach jaskiń Bramy Krakowskiej sztolnia ta ma nazwę Kawerna w Piekarach.
Kamieniołom ma dużą wartość naukową. Wraz z pobliskim wzgórzem Wielkanoc są to jedyne w Polsce miejsca, w których wapień skalisty stopniowo przechodzi w wapień uławicowany. Z tego też powodu od 16 listopada 1998 r. został objęty ochroną prawną jako stanowisko dokumentacyjne.
W północnej części kamieniołomu znajdują się wapienie uławicone przeplecione równoległymi horyzontami krzemieni. Miąższość ławic wapieni dochodzi do 2,5 m. W południowej części występują ławice skaliste bez krzemieni i nieuławicone, przy czym przejście między tymi rodzajami wapieni odbywa się stopniowo na przestrzeni około 10 m. Obydwa typy wapieni powstały w okresie późnej jury w płytkim morzu ze szkieletów prymitywnych organizmów sinicowo-bakteryjnych i gąbek krzemionkowych.
Kamieniołom w Piekarach jest jednym z 50 obiektów geologicznych na utworzonym w 2006 r. Małopolskim Szlaku Geoturystycznym.